# Дік Бушка
Дік Бушка (англ. Dick Boushka, 29 липня 1934 — 19 лютого 2019) — американський баскетболіст.
Олімпійський чемпіон 1956 року.
Переможець Панамериканських ігор 1959 року.